# Tanytarsus dybasi
Tanytarsus dybasi är en tvåvingeart som beskrevs av Tokunaga 1964. Tanytarsus dybasi ingår i släktet Tanytarsus och familjen fjädermyggor. Inga underarter finns listade i Catalogue of Life.